# Peligrosa (telenovela)
Peligrosa es una telenovela venezolana hecha por Venevisión entre el 3 de agosto de 1994 y el 25 de abril de 1995, Protagonizada por Rosalinda Serfaty, Emma Rabbe, Víctor Cámara y Daniel Alvarado, y contó con las participaciones antagónicas de Elizabeth Morales y Gonzalo Velutini. Cuenta además con las actuaciones estelares de Juan Carlos Vivas, Elluz Peraza y Carlos Olivier. Fue escrita por Vivel Nouel, en una versión libre y modernizada del clásico literario español del siglo XIX, Fortunata y Jacinta, del escritor Benito Pérez Galdós.

## Trama
Elisa Camacho es una muchacha humilde, sumida en la más profunda pobreza, que tiene que robar para poder sobrevivir. Un día entra a robar a la casa de Luis Fernando, un joven de la alta sociedad acostumbrado a tener lo que quiere. Cuando Ernesto, su mejor amigo, le roba su amante, Luis Fernando busca la manera de vengarse de él, y esta forma de venganza aparece encarnada en Elisa. 
Al conocerla, Luis Fernando ve más allá de la delincuente callejera y reconoce en ella un diamante en bruto, de modo que decide utilizarla en un maquiavélico plan que pondrá en ridículo Ernesto París. Con mucho esfuerzo, Luis Fernando logra convertir a Elisa en una dama de la alta sociedad, para luego desenmascararla despiadadamente y destruir su vida. Pero la pasión que nace entre ambos es tan intensa que los lleva a vivir situaciones insostenibles, peligrosas y dramáticas para saber al final si ganará el amor o el odio en esta relación que para ambos es peligrosa.

## Elenco
- Víctor Cámara como Luis Fernando Amengual
- Rosalinda Serfaty como Elisa Camacho de Amengual
- Emma Rabbe como Clementina Villegas
- Elizabeth Morales como Jessica Lárez (Silvia Martínez)
- Juan Carlos Vivas como Padre Jesús Amengual
- Elluz Peraza como Ana de Martínez / Ana de Ramírez
- Carlos Olivier como Don Arturo Ramírez
- Daniel Alvarado como Domingo Manzanares "Gavilán"

CON LAS PRIMERAS ACTRICES:
- Eva Blanco como Isabel "Chela" Camacho
- Liliana Durán como Leandra de Amengual
- Agustina Martín como Doña Eufemia
- Eva Mondolfi como Josefina de Villegas (Muere a consecuencia de un paro cardíaco fulminante)
- Laura Zerra  como Señorita Patiño

CON LOS PRIMEROS ACTORES:
- Francisco Ferrari como Remigio Isturiz
- Gonzalo Velutini como Ernesto París (Muere quemado)
- Perucho Conde como Coliseo "Corcho" Camacho (el tío Corcho)
- Eliseo Perera como Padre Andrés
- Humberto Tancredi como Jacinto Villegas
- Regino Jiménez

ACTOR INVITADO:
- Javier Vidal  como Arturo Martínez (Muere en un accidente de tránsito)

ACTRIZ INVITADA:
- Mónica Rubio como Jessica Lárez (Muere en un accidente de tránsito)

ACTUACIONES ESPECIALES:
- Verónica Doza
- María Elena Coello como Lucía Martínez
- Henry Galué como Fernando Amengual
- Omar Moynelo como Federico Lárez
- Azabache como Mansura
- Reinaldo José como Miguel
- Denise Novell como La Gata
- Omar Omaña
- Ana Massimo  como Angelina Villegas
- Hans Cristopher como Francisco
- Patricia Toffoli
- Eduardo Serrada como Eliseo Camacho
- Ana María Pagliachi como Raiza
- Jimmy Verdún como Pantera
- Ana Martínez
- Enríque Oliveros  como Renuncio
- Ángel Acosta como Obispo
- Patricia Oliveros como Arauca
- Julio Bernal
- Eva Villasmil

CON ELLOS:
- Carlos D'arco - León Ramírez
- Kalena Díaz como Cristina
- Elizabeth López
- Daniel Escamez
- Jhonny Zapata como Ricardo Ramírez
- Jennifer Rodríguez como Bettina Villegas de Amengual
- Ivette Planchart
- Andrés Barbera
- Frank Méndez   como Comisario Pantoja
- Rita de Gois como Pilar
- Maritza Adames
- Freddy Romero
- Nelly Ramos
- Juan Polanco
- Yuleidy Paredes
- Juan Galeano
- Orlando Noguera como Napoleón
- Aura Elena Dinisio como Ricarda Salazar
- Jeaneth Arguinzone
- Silvestre Chávez
- Jhonny Jiménez
- José Moreno

Y LOS NIÑOS 
- Greynelly Arocha como Romina
- Humbertico Oliveros como "Loquillo"
- Rosmery Castillo como Luigi Amengual Camacho / Isabelita Amengual Camacho

## Ficha técnica
- Original de: Vivel Nouel
- Libretos: Vivel Nouel / Alberto Gómez / Elizabeth Allezard / Oscar Urdaneta / María A. Gutiérrez
- Maquillaje: Luciana Marcano
- Vestuario: José Luis Meleán
- Escenografía: Giovanny Zebelín
- Decoración: Marcela Vallín
- Música Original: Arnoldo Nelly "Ascap
- Musicalizador: Oscar García Lozada
- Editor: Freddy Aranda
- Scripts: Esther Bracho / Alejandra Parra
- Producción Exteriores: Domingo Sivira / Willians Sánchez
- Dirección Exteriores: Edgar Liendo / Carlos Ramírez
- Producción General: Sandra Rioboó Rey
- Producción Ejecutiva: Marisol Campos
- Productor General: Arquímides Rivero
- Director General: Marcos Reyes Andrade

### Parodias
- Pegajosa nombre de la parodia hecha por el programa Cheverisimo el 26 de abril de 1995
- Piojosa nombre de la parodia hecha por el programa XHGC Fabrica de Comedias el 6 de mayo de 1995

- Datos: Q7161458